# صفية بنت أمية السلمية
صفية بنت أُمَية بن حارثة بن الأوقص السُلَمية من نساء مكة وهي زوجة عتبة بن ربيعة العبشمي أحد سادة قبيلة قريش وفرسانها في الجاهلية وصدر الإسلام وأم أولاده وبناته: الصحابية هند بنت عتبة، والصحابية فاطمة بنت عتبة، وعاتكة بنت عتبة، والوليد بن عتبة، وهَاشم بن عتبة، وهشام بن عتبة، والمُغَيرة بن عتبة، وأبو الحَكم بن عتبة، وهي جدة الخليفة الأموي معاوية بن أبي سفيان لامه قال مصعب بن عبد الله الزبيري: «ولد عُتَبة بن ربيعة: الوليد وبه كان يكنى قُتِل يوم بدر كافراً، وأبو الحكم، والمُغَيرة، وهاشماً، وهشاماً، وهنداً تزوجها حفص بن المغيرة بن عبد الله بن عمر بن مخزوم فولدت له أباناً، ثم خلف عليها أبو سفيان بن حرب فولدت له معاوية وعتبة، وفاطمة بنت عتبة ولدت لقرظة بن عبد عمرو بن نوفل بن عبد مناف، وعاتكة ولدت لأبي أمية بن المغيرة بن عبد الله المخزومي وأمهم صفية بنت أمية بن حارثة بن الأوقص بن مرة بن هلال بن فالج بن ذكوان من بني سُلَيم».

## نسبها
- هي: صَفية بنت أمية بن حارثة بن الأوقص بن مرة بن هَلال بن فالج بن ذكوان بن ثعلبة بن بهثة بن سُلَيم بن منصور بن عكرمة بن خصفة بن قيس عيلان بن مُضَر بن نزار بن معد بن عدنان السُلمية.[2]
- أمَها هي: أمَنة بنت نوفل بن عبد مناف بن قصي بن كلاب بن مرة بن كعب بن لؤي بن غالب بن فهر بن مالك بن قريش بن كنانة بن خزيمة بن عامر بن إلياس بن مُضَر النوفلية القرشية الكنانية.[3]